# 扎拉圍城戰
扎拉圍城戰或扎拉之圍（1202年11月10日至24日）是第四次十字軍東征的第一次主要行動，也是天主教十字軍對天主教城市的第一次攻擊。十字軍與威尼斯達成了海上運輸的協議，但價格遠超過他們能夠支付的範圍。威尼斯提出條件，要求十字軍幫助他們奪取扎拉（扎達爾的舊稱），這是一個威尼斯與克羅地亞和匈牙利王國之間長期爭奪的戰場，當時的匈牙利國王埃默里克已經承諾加入十字軍東征。儘管一些十字軍拒絕參與圍城，但攻擊扎拉還是於1202年11月開始，儘管教宗英諾森三世發來信件禁止此行動並威脅絕罰。扎拉於11月24日陷落，威尼斯和十字軍洗劫了這座城市。在扎拉過冬後，第四次十字軍繼續其運動，最終導致1204年君士坦丁堡圍城戰。

## 背景
1198年，教宗英諾森三世（1161年–1216年）剛當選教宗後不久，就發表了幾篇教宗通諭，呼籲入侵並奪回被穆斯林佔領的聖地。他的計劃與早期最終未能成功的第二次和第三次十字軍東征有幾個不同之處。與由世俗貴族領導的早期十字軍不同，這次十字軍理論上將完全由教宗控制。英諾森的計劃還呼籲入侵軍隊從海上前往埃及並奪取尼羅河三角洲，以此作為入侵巴勒斯坦的基地。他的呼籲起初在歐洲統治家族中反應不佳，但到1200年，約有35,000人的軍隊被承諾參加。
英諾森三世與當時歐洲的主導海上力量威尼斯共和國達成協議，建造一支戰艦和運輸艦隊。協議規定約35,000名十字軍需要運輸，威尼斯將獲得94,000馬克的銀子，分期支付。在1201年6月於索瓦松舉行的會議上，選擇了蒙費拉托的博尼法斯領導這次遠征。
威尼斯與十字軍之間的協議規定，部隊應在1202年4月底前抵達威尼斯，以便在6月底的夏季穿越前出發。十字軍領袖們指望通過向個別十字軍收取通行費來籌集仍欠威尼斯的錢。然而，第一批十字軍直到4月和5月才離開法國，其他人整個夏天都在拖延，一些法國貴族選擇從馬賽和其他港口出航。 因此，在威尼斯中斷其正常的商業運營一年以建造和配備船隻後，只有大約12,000名十字軍抵達威尼斯來操作和支付這些船隻。博尼法斯和貴族們增加了他們能夠節省的錢，並將他們的金銀器皿抵押給威尼斯的放款人。 儘管如此，十字軍仍只能向威尼斯支付51,000馬克。作為回應，威尼斯表示他們願意接受暫時奪取扎拉（現今的扎拉，克羅地亞）以及附近的的里雅斯特，以抵消欠款； 十字軍隨後將從其初步戰利品中支付剩餘的欠款。扎拉於1183年反抗威尼斯共和國，並將自己置於教廷和匈牙利國王埃默里克的雙重保護之下（他最近同意加入十字軍東征）。儘管有大批十字軍認為這一計劃令人反感並拒絕參加，但大多數人同意（儘管英諾森三世書面抗議），並認為這是實現奪取耶路撒冷更大目標的必要手段。

## 攻擊
協議達成後，十字軍和威尼斯艦隊開始登船。十字軍使用了威尼斯為他們設計和建造的50艘兩棲運輸船、100艘運馬船和60艘戰艦。他們的運輸船約長30米、寬9米、高12米，船員共有100人。每艘船可載運多達600名步兵。運馬船設有專門設計的吊索來運輸馬匹，並設有水線以下的可折疊坡道，可以打開以允許騎士直接衝上岸。威尼斯戰艦由100名槳手提供動力，主要武器是位於水線以上的金屬尖端撞角。 它們還攜帶了300多種攻城武器。
由總督恩里科·丹多洛領導的威尼斯艦隊於10月1日離港前往伊斯特拉，並在的里雅斯特、穆吉亞和普拉上強加了威尼斯的霸權。大部分十字軍於10月8日離開威尼斯。兩軍在普拉附近會合，並一起航向扎拉。 丹多洛總督不急於進攻，因為他計劃在扎拉過冬。
在聖馬丁節前夕，艦隊抵達扎拉。對扎拉的進攻形式為兩棲登陸，隨後是短暫的圍城。扎拉港口的入口處設置了防禦用的鐵鏈和木樁，但十字軍在威尼斯船隻中突破了它們，並在城市附近登陸了他們的部隊和裝備，並在那裡建立了營地。 扎拉的市民在城牆上掛上了帶有十字架的旗幟，表明他們是一個基督教城市。 一些十字軍領袖，包括萊斯特的第五代伯爵西蒙·德·蒙福特、羅伯特·德·博韋斯和瓦克斯-德-塞爾奈的蓋伊，拒絕參加圍城，並要求城市免遭襲擊。代表教宗的瓦克斯-德-塞爾奈的蓋伊讀完彼得·德·盧切迪奧送來的信，禁止攻佔這座城市"因為它是基督徒的城市，而你們是朝聖者"。然而，大多數十字軍站在丹多洛一邊，而拒絕參與圍城的蒙福特等人則在城市外的更遠處扎營。
11月13日，攻城器械被安置並用於轟擊城牆。扎拉於1202年11月24日陷落，這一事件預示著後來的1204年君士坦丁堡圍城戰。扎拉的大部分人口逃往尼恩和比奧格勒或周邊島嶼。

## 後果
城市陷落後，法蘭克和威尼斯部隊之間因掠奪物分配問題而爆發了廣泛的暴力衝突。
《君士坦丁堡毀滅記》的匿名作者記錄了一次打鬥中100人死亡的數據。

1203年，教宗英諾森三世對參與攻擊的整個十字軍軍隊及威尼斯進行了絕罰，寫道： 
看哪，你們的金子已變成卑劣的金屬，你們的銀子幾乎完全生銹了，因為偏離了你們計劃的純潔，走上了無法通行的道路，你們可以說是收回了放在犁上的手[...] 因為當[...]你們應該急於前往流奶與蜜之地時，你們卻轉向了沙漠。
1203年2月，教宗撤銷了對所有非威尼斯參與者的絕罰。

## 來源
- Christian vs. Christian in the Fourth Crusade: Quarterly Journal of Military History 的存檔，存档日期2005-11-25.

- Letters of Pope Innocent III concerning the Fourth Crusade and the Latin Empire of Constantinople，存档于（存檔日期 March 29, 2003）

- Gibbon, Edward. History of the Decline and Fall of the Roman Empire, Ch. 60: Siege of Zara （页面存档备份，存于）